# Pierre de Quintin
 (août 2022).
Pierre de Rohan, dit Pierre de Quintin, (né en 1456, mort vers juin 1518), fils d'Alain IX, vicomte de Rohan est un noble breton.
Baron de Pontchâteau et seigneur de La Garnache, il devient baron consort de Quintin par son mariage avec Jeanne du Perrier baronne de Quintin et Blossac.

Blason de Pierre de Rohan : «Écu bordé et chargé de sept macles.»

Il scelle de son sceau un acte du 18 juin 1491 : «Écu bordé et chargé de sept macles.»
Ainé du 3e mariage de son père, il embrasse la carrière des armes et sera Capitaine de plusieurs compagnies et capitaine de Josselin en 1479.

## Unions et descendance
- Marié le 20 novembre 1484 à Jeanne du Perrier, baronne de Quintin, dame de la Roche d'Iré, dont :
Christophe de Rohan, mort, certainement avant son père, sans postérité,
- Marié à Jeanne de Daillon, sans postérité,
- Marié à Isabeau ou Jeanne de La Chapelle (morte en 1519), dame de La Chapelle et de Molac,

## Sources
- Dom Morice, Preuves, tome III, col. 331,
- Malcolm Walsby, The Counts of Laval : Culture, Patronage and Religion in Fifteenth-and Sixteenth-Century France, Aldershot: 2007, 220 p.,